# Santa María del Invierno
Santa María del Invierno ist ein Ort und eine Gemeinde (municipio) mit 67 Einwohnern (Stand: 2024) im Osten der spanischen Provinz Burgos in der Autonomen Gemeinschaft Kastilien-León. Die Gemeinde gehört zur bevölkerungsarmen Region der Serranía Celtibérica. Zur Gemeinde gehört neben dem Hauptort noch die Ortschaft Piedrahita de Juarros.

## Lage und Klima
Santa María del Invierno liegt am Río Cerratón am Fuß der Montes de Ayago etwa 25 km (Fahrtstrecke) ostnordöstlich von Burgos in einer Höhe von ca. 855 m. Das Klima ist gemäßigt bis warm; Regen (ca. 678 mm/Jahr) fällt hauptsächlich im Winterhalbjahr.

## Bevölkerungsentwicklung
| Jahr      | 1970 | 1981 | 1991 | 2001 | 2011 | 2021 |
| Einwohner | 151  | 78   | 63   | 65   | 63   | 66   |

## Sehenswürdigkeiten
- Kirche Mariä Himmelfahrt (Iglesia de la Asunción de Nuestra Señora) in Santa María del Invierno